# 圣孔加尔
圣孔加尔（法語：Saint-Congard，法語發音：[sɛ̃ kɔ̃ɡaʁ]）是法国莫尔比昂省的一个市镇，属于瓦讷区。

## 地理
圣孔加尔（47°46'13"N, 2°19'2"W）面积21.87 平方千米，位于法国布列塔尼大區莫尔比昂省，该省份为法国西北部沿海省份，位于布列塔尼半岛南部，北起阿摩尔滨海省、西接菲尼斯泰尔省，南濒大西洋，东南接大西洋卢瓦尔省，东临伊勒-维莱讷省。
与圣孔加尔接壤的市镇（或旧市镇、城区）包括：米西里亚克、乌斯特河畔圣洛朗、乌斯特河畔圣马丹、圣格拉韦、普吕埃尔兰、普勒卡德克、马莱特鲁瓦。

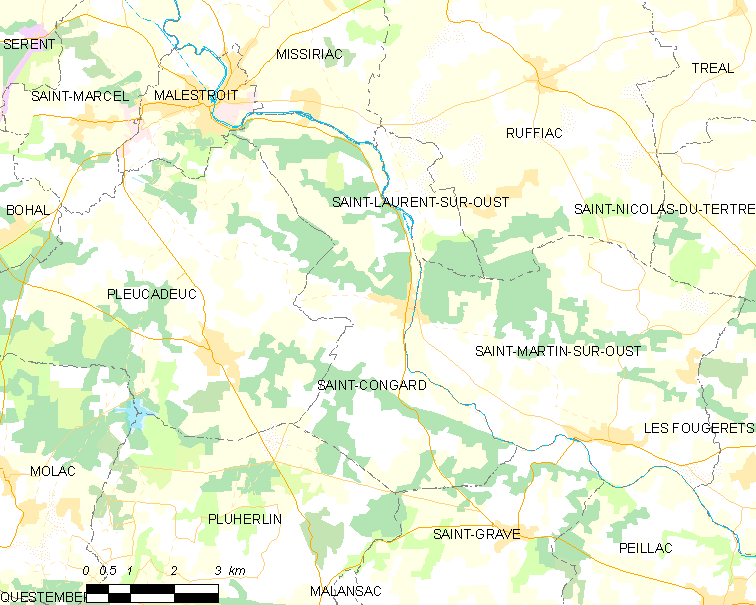
圣孔加尔的OSM定位图

圣孔加尔的时区为UTC+01:00、UTC+02:00（夏令时）。

## 行政
圣孔加尔的邮政编码为56140，INSEE市镇编码为56211。

## 政治
圣孔加尔所属的省级选区为莫雷阿克县。

## 人口

1962-2008年间圣孔加尔人口变化图示

圣孔加尔于2022年1月1日时的人口数量为806人。